# Leftfield
Leftfield je britský elektronický hudební projekt z Londýna. Od roku 1989 do roku 2002 jej tvořili dva umělci a hudební producenti Neil Barnes a Paul Daley. V lednu 2010 Barnes tento projekt znovu obnovil. Daley se projektu odmítl znovu účastnit, protože se chtěl věnovat své sólové kariéře.

## Diskografie
Studiová alba
- Leftism (1995)
- Rhythm and Stealth (1999)
- Alternative Light Source (2015)
- This Is What We Do (2022)

Kompilace
- Backlog (1992)
- Stealth Remixes (2000)

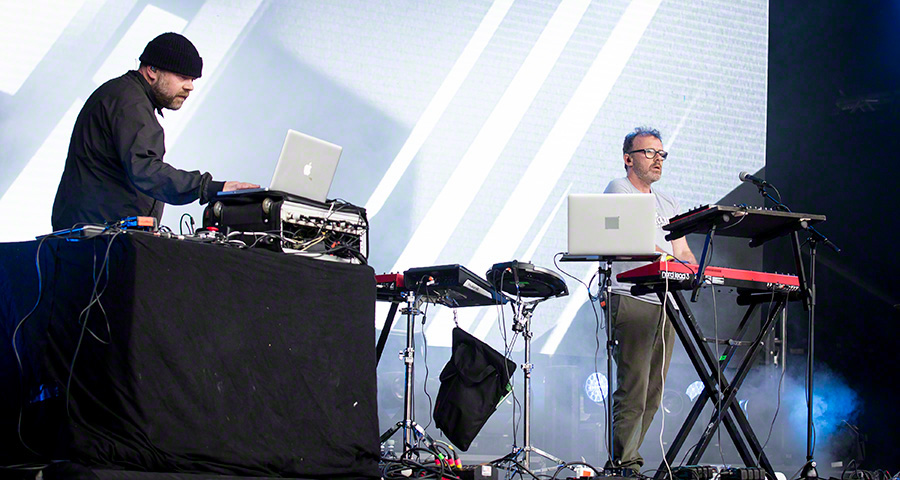
Leftfield, 2016

- A Final Hit – The Greatest Hits (2005)

Koncertní alba
- Tourism (2012)

Singly
- „Not Forgotten“ (1990)
- „More Than I Know“ (1991)
- „Release the Pressure“ (1992)
- „Song of Life“ (1992)
- „Open Up“ (1993)
- „Original“ (1995)
- „Afro-Left EP“ (1995)
- „Release The Pressure '96“ (1996)
- „Afrika Shox“ (1999)
- „Dusted“ (1999)
- „Swords“ (2000)
- „Universal Everything“ (2015)
- „Bilocation“ (2015)